# Rudolf Schwartz
Rudolf Schwartz (* 20. Januar 1859 in Berlin; † 27. April 1935 in Halle/S.) war ein deutscher Musikwissenschaftler und Bibliothekar.

## Leben und Wirken
Rudolf Schwartz studierte nach seiner Reifeprüfung an einem Gymnasium in Berlin Musikwissenschaft an den Universitäten Berlin und Leipzig und promovierte 1887 an der Universität Leipzig mit einer Arbeit über den Komponisten Hans Leo Haßler. Von 1887 bis 1897 leitete er die Studentische Liedertafel in Greifswald und von 1890 bis 1895 den von Wilhelm Altmann gegründeten Orchesterverein. Weiterhin betätigte er sich als Privatgelehrter und verfasste u. a. Konzertkritiken. Im Jahre 1900 wurde er stellvertretender Leiter der Musikbibliothek Peters in Leipzig, ein Jahr später (1901) ihrer Leiter. Dieses Amt hatte er bis 1929 inne. 1907 wurde ihm der Professorentitel verliehen. 
Ab 1901 gab er jährlich das „Verzeichnis der in allen Kulturländern im Jahre ...  erschienenen Bücher und Schriften über Musik“ im Jahrbuch der Musikbibliothek Peters heraus. Neben dem Katalog der Musikbibliothek Peters (1910) und wissenschaftlichen Abhandlungen verfasste er praktische Lehrwerke.

## Schriften (Auswahl)
- Eine wesentliche Vereinfachung der Klaviertechnik des mehroktavigen Tonleiterspiels. Methodische Entwicklung der Fingersätze in den Durtonleitern ; für Lehrer und Lernende leicht fasslich dargestellt. Abel, Greifswald 1891.
- Hans Leo Haßler unter dem Einfluss der italiänischen Madrigalisten. In: Vierteljahresschrift für Musikwissenschaft, Jg. 9 (1893), S. 1–61 (Dissertation Universität Leipzig) (Digitalisat).
- Ein Stettiner Musikästhetiker des 18. Jahrhunderts. In: Monatsblätter der Gesellschaft für Pommersche Geschichte und Altertumskunde, Bd. 7 (1896), S. 98–105.
- (Bearb.): Franz Ludwig Schubert / Die Orgel. Ihr Bau, ihre Geschichte und Behandlung. 3. Aufl. Merseburger, Leipzig 1898.
- Die Musik des 19. Jahrhunderts. Ein historischer Überblick. B. Senff, Leipzig 1900.
- (Hrsg.): Werke Hans Leo Hasslers (1564–1612). Breitkopf & Härtel, Leipzig 1903.
- Zur Geschichte des Taktschlagens. In: Jahrbuch der Musikbibliothek Peters, Bd. 14 (1907), S. 59–70.
- Katalog der Musikbibliothek Peters. Bd. 1: Bücher und Schriften. Peters, Leipzig 1910.
- Über Musikbibliotheken. In: Zentralblatt für Bibliothekswesen, Bd. 31 (1914), S. 436–445.
- Die Bachhandschriften der Musikbibliothek Peters. In: Jahrbuch der Musikbibliothek Peters, Bd. 26 (1919), S. 56–73.
- Zur Partitur im 16. Jahrhundert. In: Archiv für Musikwissenschaft, Bd. 2 (1920), S. 73–78.
- Eine dramatische Kantate aus dem Jahre 1539. In: Archiv für Musikwissenschaft, Bd. 2 (1920), S. 266–271.
- Die natürliche Gesangstechnik. Systematischer Lehrgang ... Bisping, Münster 1922.
- Merkbüchlein für Gesangstudierende. Kahnt, Leipzig 1923.
- Nochmals "Die Frottole im 15. Jahrhundert". In: Jahrbuch der Musikbibliothek Peters, Bd. 31 (1924), S. 47–60.
- Zum Formproblem der Frottole Petruccis. In: Hermann Zenck (Hrsg.): Theodor Kroyer-Festschrift zum sechzigsten Geburtstage am 9. September 1933. Bosse, Regensburg 1933, S. 77–85.
- (Hrsg.): Ottaviano Petrucci / Frottole Buch I und IV (= Publikationen älterer Musik, Bd. 8). Breitkopf & Härtel, Leipzig 1935.